# British Home Championship 1907/08
Die British Home Championship 1907/08 war die 25. Auflage des im Round-Robin-System ausgetragenen Fußballwettbewerbs zwischen den vier britischen Nationalmannschaften von England, Irland (ab 1950/51 Nordirland), Schottland und Wales.
| Pl.                                           | Nationalmannschaft | Sp. | S | U | N | Tore    | Punkte |
| --------------------------------------------- | ------------------ | --- | - | - | - | ------- | ------ |
| 1.                                            | England            | 3   | 2 | 1 | 0 | 011:300 | 05:10  |
| 2.                                            | Schottland         | 3   | 2 | 1 | 0 | 008:200 | 05:10  |
| 3.                                            | Irland             | 3   | 1 | 0 | 2 | 002:800 | 02:40  |
| 4.                                            | Wales              | 3   | 0 | 0 | 3 | 002:100 | 0:60   |
| England und Schottland teilten sich den Titel |                    |     |   |   |   |         |        |

|                                              |   |            |           |
| 15. Februar 1908 in Belfast (Solitude)       |   |            |           |
| Irland                                       | – | England    | 1:3 (1:1) |
| 7. März 1908 in Dundee (Dens Park)           |   |            |           |
| Schottland                                   | – | Wales      | 2:1 (0:1) |
| 14. März 1908 in Dublin (Dalymount Park)     |   |            |           |
| Irland                                       | – | Schottland | 0:5 (0:2) |
| 16. März 1908 in Wrexham (Racecourse Ground) |   |            |           |
| Wales                                        | – | England    | 1:7 (0:4) |
| 4. April 1908 in Glasgow (Hampden Park)      |   |            |           |
| Schottland                                   | – | England    | 1:1 (1:0) |
| 11. April 1908 in Aberdare (Athletic Ground) |   |            |           |
| Wales                                        | – | Irland     | 0:1 (0:1) |